# Горожанские
Горожанские — старинный русский дворянский род.
Происходит от Бориса Горожанского, вёрстанного поместным окладом в 1616 г. Род записан в VI часть родословных книг Витебской, Санкт-Петербургской и Псковской губерний.

## Описание герба
В щите, имеющем голубое поле изображен золотой крест и серебряная подкова, шипами вверх обращённая. Щит увенчан дворянским шлемом и короною, на поверхности которой находится ястреб, держащий в когтях подкову с крестом. Намёт на щите голубой, подложенный золотом.

## Представители
Горожанский, Семён Семёнович — коллежский асессор, заработал состояние на откупных операциях. Крупный помещик, купец первой гильдии. Проживал в Пскове, в 1789 году был избран гласным Псковской городской думы. Супруга — Мария Егоровна, урождённая Аксёнова. В 1801 году С. С. Горожанский подтвердил своё дворянское происхождение и начал обустраивать семейное поместье в приобретённой в том же году под Псковом усадьбе Корытово. Впоследствии приобрёл несколько имений в Витебской губернии, в том числе Боловское и Мариенхаузенское.
Дети С.С. Горожанского и М.Е. Горожанской: 
- Гавриил,
- Пётр;
- Александр — поручик лейб-гвардии Кавалергардского полка. C 1824 года — участник петербургской ячейки Южного общества декабристов. В канун событий 14 декабря 1825 года активно участвовал в их подготовке вместе с членами Северного общества. По милости Николая I без предания Верховному уголовному суду был оставлен на 4 года в Петропавловской крепости, а затем, единственным из декабристов, был отправлен в тюрьму Соловецкого монастыря, повредился в уме и умер после 15-летнего заключения;
- Дочери Авдотья; Анна; Екатерина.